# Kvazistát

Oblasti kontrolované Islámským státem, často označovaným jako kvazistát (stav ke dni 21. května 2015)

Kvazistát, též označovaný jako protostát nebo de facto stát, je politická entita, která vykazuje některé charakteristiky státnosti, ale postrádá plné vnitřní a vnější uznání a stabilitu. Tato entita vykonává funkce, které běžně náleží státním orgánům, avšak její status není zcela institucionalizovaný a neodpovídá plné suverenitě. Kvazistáty jsou státní jednotky, které vykazují faktické znaky státnosti, ale nejsou uznány mezinárodním společenstvím jako suverénní. Tyto entity mohou trpět problémy v oblasti vnitřní suverenity, zejména neschopností ustanovit monopol legitimního násilí na svém území.

## Teoretické vymezení
Obecně pojem kvazistát označuje politické jednotky, které nesplňují čtyři základní kritéria státnosti podle článku 1 Montevidejské konvence. Tato kritéria zahrnují stálé obyvatelstvo, definované teritorium, vládu a schopnost navazovat diplomatické vztahy s jinými státy. Kvazistáty se nejčastěji potýkají s neschopností splnit poslední z těchto kritérií, tj. navázat diplomatické vztahy. Tento pojem se tak překrývá s pojmem stát s omezeným uznáním. Článek 3 Montevidejské konvence přitom uvádí, že „politická existence státu je nezávislá na uznání ostatními státy“. Jedná se o státní jednotky, které naplňují faktické znaky státnosti, ale nebyly mezinárodním systémem uznány za suverénní, nebo též státní jednotky potýkající se s problémem prosazení vnitřní suverenity, tedy schopných ustavit monopol legitimního násilí v rámci svého teritoria. Přestože je tento pojem používán již od 90. let 20. století, stále zůstává předmětem odborných debat, přičemž existuje několik přístupů k jeho vymezení:
- Jedním z hlavních přístupů je definice, kterou v roce 1987 představil Robert H. Jackson. Podle Jacksona je kvazistát politická entita, která má mezinárodní uznání, ale je slabá a neschopná vykonávat základní státní funkce. Tyto státy postrádají vnitřní suverenitu a často čelí rozsáhlé korupci. Jackson tuto definici aplikuje především na státy v období dekolonizace v Africe.
- Další významný přístup představuje norský profesor Pål Kolstø, který kvazistát vymezuje jako území ovládané samozvanou vládou, která nenabyla mezinárodní uznání, a tento stav trvá minimálně dva roky. Kolstø tento přístup aplikuje na příklady, jako je Podněstří. Kolstø rovněž identifikuje pět klíčových opěrných bodů, na kterých kvazistáty stojí, což jim umožňuje fungovat i bez mezinárodního uznání. Tento výzkum zahrnuje i analýzu zániku kvazistátů.

## Dělení
Obecně lze kvazistáty rozdělit do tří skupin:
- Autonomní území – oblasti s vysokým stupněm autonomie, které se nacházejí pod suverenitou jiného státu, ale vykazují některé prvky samostatnosti.
- Povstalecké organizace – organizace kontrolující určité teritorium, jejichž status však není uznán.

- Slabé státy – státy s mezinárodním uznáním, ale vykazující slabost v oblasti vnitřní suverenity a schopnosti vykonávat základní státní funkce.

### Autonomní území
Autonomní území suverénních států splňují první tři kritéria Montevidejské konvence, proto je lze označit za kvazistáty, zejména pokud jsou založena na etnické nebo kulturní odlišnosti. V takovém případě může mít místní vláda takového území široké pravomoci, v některých případech dokonce prakticky všechny s výjimkou zahraniční, obranné a měnové politiky. Historickým příkladem mohou být britské kolonie a posléze dominia, které měly jistou formu samosprávy, ale zůstaly integrální části britské říše. Zpravidla je statut autonomního území upraven v ústavě dané země, někdy ale k jeho vzniku může dojít jednostranným vyhlášením (např. na základě referenda) a v případě, že centrální vláda tento krok neuzná, jedná se pak spíše o povstaleckou organizaci.

### Povstalecká organizace
V současnosti je pojem kvazistát nejčastěji používán pro militantní povstalecké skupiny, které deklarují a vykonávají nějakou formu vlády nad určitým územím, ale postrádají institucionální soudržnost. Takový kvazistát zpravidla nemá psanou ústavu ani žádné demokratické orgány, stejně tak žádné nebo jen minimální mezinárodní uznání. To však neznamená, že nijakým způsobem nevystupuje na mezinárodní scéně. Příkladem může být například mírová dohoda mezi Spojenými státy americkými a hnutím Taliban z roku 2020. V textu této dohody je Taliban označován jako "Islámský emirát Afghánistán, který není uznáván Spojenými státy jako stát a je známý jako Taliban". V oblasti vojenství jsou tyto organizace také označovány jako násilní nestátní aktéři, otázka použití síly proti nim však nemá v mezinárodním právu jasné řešení.

### Slabý stát
Jako slabý stát (weak state), selhávající stát (failing state) či zhroucený stát (collapsed state) označujeme státy, které sice formálně patří mezi suverénní, nicméně vyznačují se politickou zaostalostí, vnitřní slabostí a nestabilitou, a prokazatelně selhávaly v naplňování klasických funkcí státu. Nevýkonný státní aparát zapříčiňuje ztrátu legitimity a vytváří propast mezi státem a občany, kteří jsou nuceni hledat si vlastní cestu k zajištění živobytí a bezpečnosti. Způsob, jakým tak činí, je často v rozporu se státem a mocenská elita nedostatek legitimity zase kompenzuje spojenectvím s byrokracií a armádou, které ji izolují od potenciální mocenské konkurence a společnosti vůbec. Nezřídka jsou takovéto státy zmítány vnitrostátními konflikty, kdy část území je ovládána povstaleckou organizaci.

## Seznam kvazistátů
| Kvazistát                           | Typ | Vznik | Zánik                                                 | Územní nároky suverénních států                                                                                                | Poznámka |
| ----------------------------------- | --- | --- | ----------------------------------------------------- | --- | --- |
| Grónsko                             | autonomní území | 1979 – schválení zákona o samosprávě Dánským parlamentem                                                                                              |                                                       | Dánsko | |
| Hongkong                            | autonomní území | 1. července 1997 – předání správy Číně |                                                       | Čína | |
| Irácký Kurdistán                    | povstalecká organizace (1991–2005) autonomní území (2005–2013) | de facto 4. března 1991 – začátek povstání proti Husajnovu režimu de iure 15. října 2005 – uznání autonomie novou ústavou                             |                                                       | Irák | |
| Syrský Kurdistán/Rojava             | autonomní území/povstalecká organizace | 17. března 2016 – vyhlášení autonomie na centrální vládě                                                                                              |                                                       | Baasistická Sýrie (2016–2024) Sýrie (od 2024)                                                                                  | Na základě dohody s přechodnou vládou z března 2025 má dojít k začlenění kurdských vojenských a civilních složek do celostátních struktur.    |
| Stát Palestina                      | povstalecká organizace (1988–1994 jako Organizace pro osvobození Palestiny) autonomní území (1994–2012 jako Palestinská autonomie) slabý stát (od 2012 jako Stát Palestina) | 15. listopadu 1988 – vyhlášení státu v exilu v Alžírsku 4. května 1994 – implementace Dohod z Osla 29. listopadu 2012 – přijetí za nečlenský stát OSN |                                                       | Izrael | Centrální vláda nekontroluje celé nárokované území: část západního břehu Jordánu je okupována Izraelem a pásmo Gazy je ovládáno hnutím Hamás. |
| Islámský emirát Afghánistán/Talibán | slabý stát (1996–2001; od 2021) povstalecká organizace (2001–2021) | 4. dubna 1996 – prohlášení Muhammada Umara emírem 19. srpna 2021 – vyhlášení obnovení emirátu                                                         |                                                       | Islámský stát Afghánistán (1996–2001) Přechodný islámský stát Afghánistán (2002–2004) Afghánská islámská republika (2004–2021) | Po roce 2021 ovládá celé území Afghánistánu.                                                                                                  |
| Islámský stát                       | povstalecká organizace | 30. června 2014 – vyhlášení chalífátu | 23. března 2019 – ztráta posledního území (Baghúz)    | Sýrie Irák | |
| Republika Krym                      | autonomní území (1991–2014) povstalecká organizace (2014) | 12. února 1991 – vyhlášení autonomie 17. března 2014 – vyhlášení nezávislosti                                                                         | 21. března 2014 – anexe Ruskou federací               | Ukrajina | |
| Doněcká lidová republika            | povstalecká organizace | 7. dubna 2014 – vyhlášení nezávislosti | 30. září 2022 – anexe Ruskou federací                 | Ukrajina | |
| Luhanská lidová republika           | povstalecká organizace | 27. dubna 2014 – vyhlášení nezávislosti | 30. září 2022 – anexe Ruskou federací                 | Ukrajina | |
| Abcházie                            | povstalecká organizace | 23. července 1992 – vyhlášení nezávislosti |                                                       | Gruzie | |
| Jižní Osetie                        | povstalecká organizace | 21. prosince 1991 – vyhlášení nezávislosti |                                                       | Gruzie | |
| Podněstří                           | povstalecká organizace | 21. srpna 1991 – vyhlášení nezávislosti |                                                       | Moldavsko | |
| Somaliland                          | povstalecká organizace | 1991 – vyhlášení nezávislosti |                                                       | Somálsko | |
| Sýrie                               | slabý stát | 8. prosince 2024 – útěk prezidenta Bašára Asada ze země, ustavení přechodné vlády                                                                     |                                                       | | V zemi po čtrnáctileté občanské válce a zhroucení baasistického režimu v roce 2024 převzala moc prozatímní vláda                              |
| Libye                               | slabý stát | 15. února 2011 – začátek povstání proti Kaddáfího režimu                                                                                              |                                                       | | Země je destabilizována první (2011) a druhou občanskou válkou (2014–2020), od roku 2021 pod správou Vlády národní jednoty                    |
| FACR                                | povstalecká organizace | 27. května 1964 – vypuknutí občanské války | 24. listopadu 2016 – podepsání mírové dohody s vládou | Kolumbie | |